# Prix Pierre-Delanoë
Le prix Pierre-Delanoë, portant le nom de Pierre Delanoë, est un événement musical en France destiné à promouvoir les jeunes talents, auteurs, compositeurs et interprètes de la jeune chanson française. Il a été attribué pendant trois années.

## Histoire
Créé en 2006 par Xavier Rémi, producteur de l'événement, ce prix s'appelait initialement Grand Prix Claude-Lemesle. Il a été rebaptisé prix Pierre-Delanoë lors de la disparition de celui-ci à la demande de Claude Lemesle.
La deuxième édition a eu lieu en 2007 au Théâtre de la Porte Saint-Martin (Jean-Claude Camus) avec la participation de Chimène Badi, Alice Dona, Michel Fugain, François Valéry, Liane Foly, Francis Huster, Gérard Lenorman, Hugues Aufray, Hervé Vilard et de nombreux artistes venus rendre hommage au parolier disparu.
La dernière édition a eu lieu en juin 2008 à l'Olympia (Paris) avec la participation de Francis Cabrel.

### Éditions
- 2006 : Théâtre de la Gaîté-Montparnasse (présentée par Patrice Laffont)
- 2007 : Théâtre de la Porte-Saint-Martin (présentée par Laurent Boyer)
- 2008 : Olympia de Paris (parrainée par Francis Cabrel)

## Palmarès
- Prix Claude-Lemesle (puis prix Pierre-Delanoë à partir de 2008)
  - 2006 : Bastien Lucas
  - 2007 : Ina-Ich
  - 2008 : Roxane K. (alias de Roxane Krief)
- Coup de cœur du public
  - 2006 : Mademoiselle Sane
- Coup de cœur de Claude Lemesle
  - 2006 : Xavier Michel
  - 2007 : Za